# Пиронафт
Пиронафт — нефтепродукт, тяжелое осветительное масло, получивший широкое распространение наряду с керосином в начале XX века. По составу занимает среднее положение между керосином и соляровым маслом. Плотность варьирует от 0,850 до 0,864 г/см3, температура вспышки — не ниже 90°С. В Российской Федерации согласно ГОСТ 18499-73 керосин с температурой вспышки до 90°С называется техническим (марки КТ-1 и КТ-2).
Пиронафт получают непосредственно при перегонке нефти или при вторичной перегонке солярового масла. Очищение сырого пиронафта производят так же, как керосина: сначала обработкой серной кислотой концентрацией 50-60 %, а затем раствором гидроксида натрия. Из керосиновой фракции получают пиронафт более высококипящий.